# Espresso

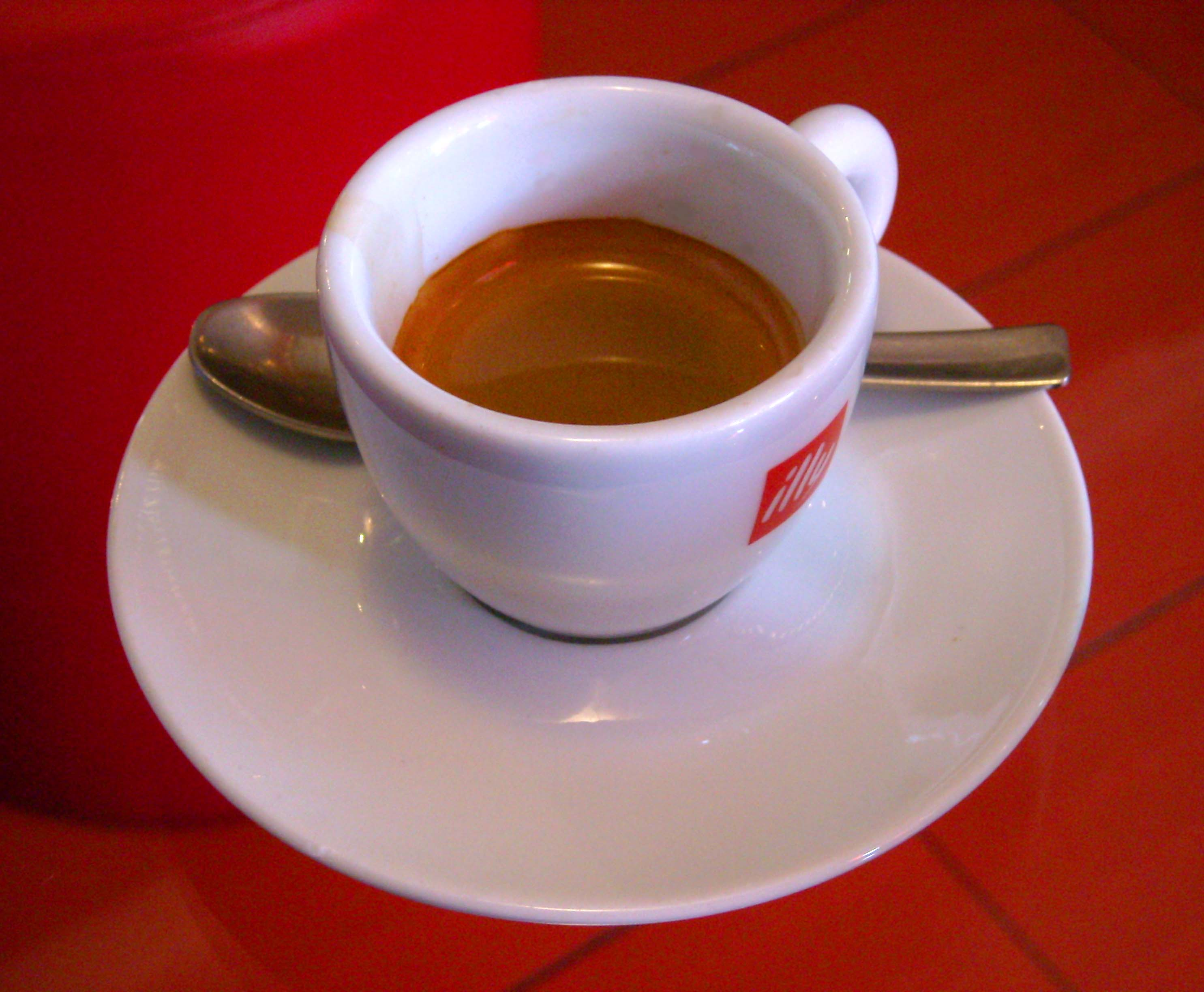
Espresso, z widoczną orzechowobrązową pianką zwaną crema

Espresso – nazwa sposobu przygotowywania kawy w specjalnym ekspresie, przez przepuszczenie 25-35 ml gorącej (90,5-96 °C) wody pod ciśnieniem 8,5-9,5 bara przez bardzo drobno zmielone i ubite ziarna kawowca. Również nazwa uzyskanego w ten sposób napoju.
Espresso parzy się zazwyczaj z mieszanek kilku gatunków kaw. Powstała w ten sposób kawa ma (po prawidłowym przygotowaniu) gęstą, orzechowobrązową piankę zwaną z wł. crema. Piance tej espresso zawdzięcza dużą część swego aromatu. Dzięki krótkiemu czasowi ekstrakcji, wynoszącemu 25-30 s, zawartość kofeiny w ekstrakcie jest niewielka w porównaniu z kawą z ekspresu przelewowego. Oprócz samodzielnego napoju, stanowi ona bazę dla bardzo wielu innych napojów kawowych - m.in. americano, latte macchiato, caffè macchiato czy cappuccino.

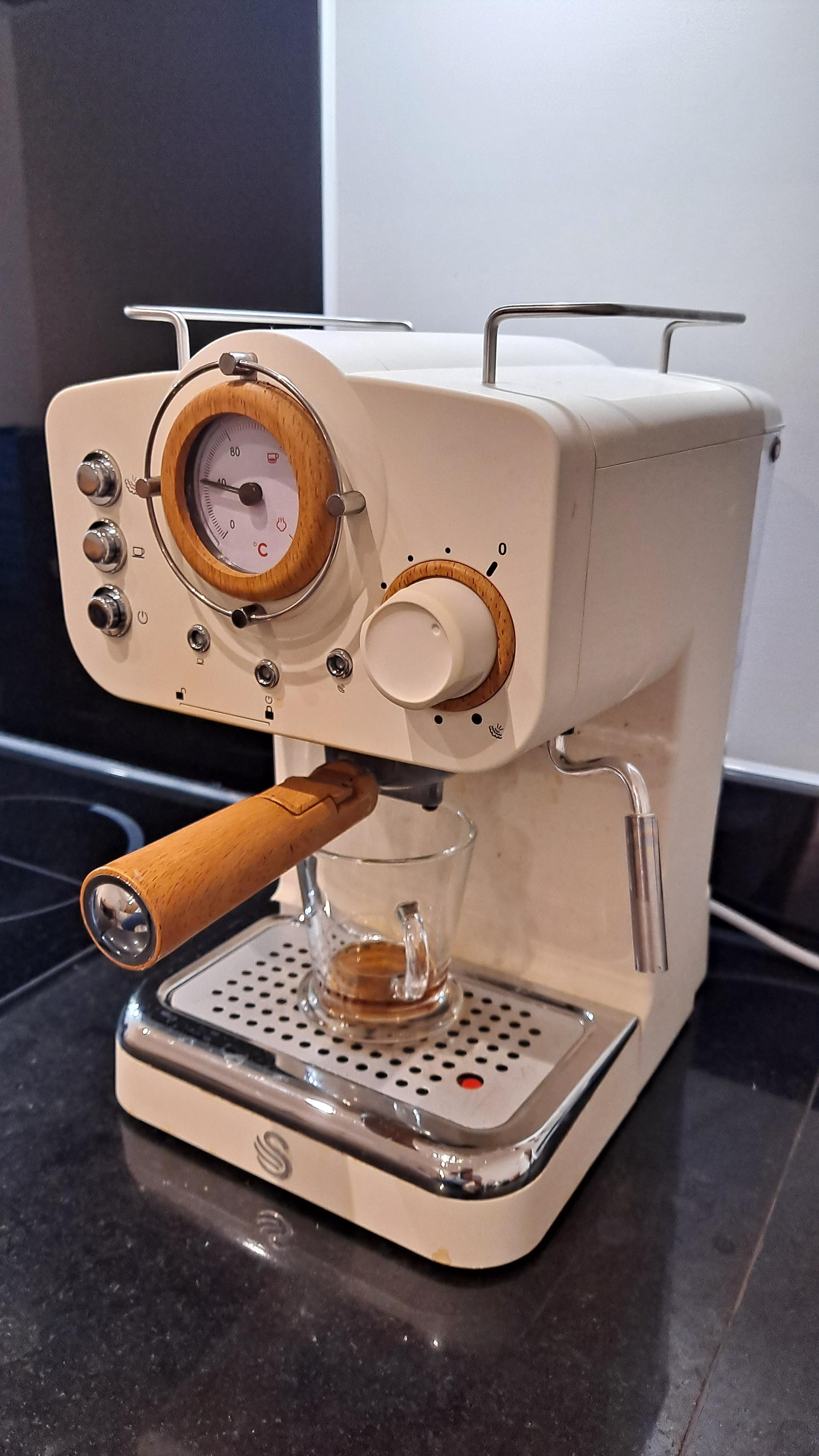
Ekspres kolbowy

Espresso serwowane w małej, ogrzanej przed podaniem filiżance o pojemności ok. 70 ml, wypełnia ją do połowy. Pite jest zarówno z cukrem, jak i bez. Według uznania dodawane bywa również do naparu kakao, czekoladę (wiórki), wanilię, cynamon itp. Espresso z dodatkiem spienionego mleka to cappuccino. Często do espresso podaje się kieliszek wody, która służy do przepłukania kubków smakowych przed skosztowaniem espresso. Takie postępowanie zapewnia głębszy smak kawy.
Espresso wywodzi się z Włoch, gdzie w 1901 Luigi Bezzera stworzył pierwszy ekspres do espresso. Był on konstrukcją opartą na przepływie pary i wody, co prowadziło do smakowych zmian ekstraktu. W 1903 Bezzera sprzedał swój patent Pavoniemu, który ulepszył maszynę i nadał jej światowy rozgłos. Nadal jednak, mimo drobnych zmian technicznych, problemem pozostawała kwestia pary, która zmieniała smak kawy. Rozwiązał ten problem w 1947 Giovani Achille Gaggia, który parę zastąpił innym systemem podgrzewania. Firmy Bezzery, Pavoniego i Gaggii istnieją do dzisiaj i należą do liderów w dziedzinie produkcji ekspresów ciśnieniowych dla domu i gastronomii.
Nazwa wywaru w języku włoskim oznacza kawę wyciskaną czy wytłaczaną (od „presso” oznaczającego „tłoczenie, wyciskanie, prasowanie”).
Espresso jest bardzo popularne we Włoszech, Hiszpanii, Argentynie, także w krajach południowej Europy. Staje się popularne również w pozostałych krajach Europy oraz w Ameryce.